# 柯溫鎮區 (堪薩斯州菲利普斯縣)
柯溫鎮區（英語：Kirwin Township）為美國堪薩斯州菲利普斯縣轄下的鎮區。2010年美国人口普查中該鎮區人口有234人。

## 地理
柯溫鎮區涵蓋總面積為93.05平方（35.93平方英里）。

## 人口統計
根據2010年美國人口普查，柯溫鎮區人口有234人，住房195戶，人口密度為2.51人/每平方公里。此鎮區居民之種族中，白人佔94.02%，非裔美國人佔0.43%，美洲原住民佔2.99%，亞裔美國人佔0.43%，太平洋島裔美國人佔0%，其他種族佔0.85%，混血種族則佔1.28%。而西班牙裔或拉丁裔美國人佔此鎮區人口的2.14%。

## 交通

### 主要公路
- 9號堪薩斯州州道